# Хайнрих IV фон Диц-Вайлнау
Хайнрих IV фон Диц-Вайлнау (на немски: Heinrich IV (I) von Diez-Weilnau; * ок. 1212; † сл. 1281) е граф на Диц-Бирщайн-Вайлнау.

## Произход
Той е син на граф Хайнрих III фон Диц-Вайлнау († сл. 1234) и внук на Хайнрих II фон Диц († 1189) и съпругата му Кунигунда фон Катценелнбоген († сл. 1198), дъщеря на Хайнрих II фон Катценелнбоген († 1160) и Хилдегард фон Хенеберг.

## Фамилия
Хайнрих IV фон Диц-Вайлнау се жени за Луитгард фон Тримберг (* ок. 1216; † 1297), дъщеря на Албрехт фон Тримберг († 1261) и Луитгард фон Бюдинген († сл. 1257), дъщеря на Герлах II фон Бюдинген († 1245) и Мехтхилд фон Цигенхайн († 1229). Те имат петима сина и четири дъщери:
- Юта фон Вайлнау († 2 юли 1319), омъжена I. ок. 1293 г. за граф Бертхолд I фон Кастел († ок. 1300), II. пр. 1317 г. за граф Попо II фон Еберщайн († 1329)
- Герхард II фон Вайлнау († сл. 12 октомври 1288), граф на Вайлнау, женен на 11 май 1265 г. за графиня Изенгард фон Ханау († 29 септември 1282)
- Аделхайд фон Вайлнау († сл. 1325/1335), омъжена за Лудвиг IV фон Франкенщайн († сл. 29 септември 1344)
- Маргарета фон Вайлнау (* ок. 1238; † сл. 1277), омъжена пр. 17 юни 1263 г. за Зигфрид V фон Рункел († сл. 1289)
- Херман († сл. 1305), приор в Св. Виктор в Майнц
- Албрехт († сл. 1325), свещеник в Косторф
- Хайнрих V († сл. 1313), абат на Фулда
- Петер († сл. 1320), каноник в Св. Петер в Майнц
- Лукард (* пр. 1304; † сл. 1325), абатиса на Кларентал

Хайнрих IV фон Диц-Вайлнау има две незаконни деца:
- Хайнрих († сл. 1290), тевтонец
- Елизабет фон Вайлнау (* 1256; † сл. 1291), омъжена за Видекинд II фон Батенберг-Витгенщайн († сл. 1277/сл. 12 май 1291)